# Elfic Fribourg
Elfic Fribourg, dans sa forme longue Basketball Club Féminin Elfic Fribourg, est un club féminin suisse de basket-ball professionnel, basé dans la ville de Fribourg. Il appartient à l'élite du championnat de Suisse.

## Historique
En juin 2003, le BCF Elfic Fribourg naît de la fusion du BBC City-Fribourg et du mouvement féminin d'un club de la région fribourgeoise. Selon les médias de l'époque et plus récents, il s'agit de l'ASB-Villars,,, mais de Sarine Basket selon leurs sites respectifs,.
Leur slogan est le suivant : Elfic Fribourg, une touche de magie dans le sport !.
Le choix des mythiques créatures que sont les elfes se justifie par certaines de leurs caractéristiques, que le club souhaite retrouver dans ses joueuses : « des êtres longs et élancés, mais surtout purs, valeureux, honnêtes et courageux ».
En 2006, Elfic Fribourg reçoit le Prix du Mérite collectif fribourgeois pour son premier titre national.
En 2011, le club opte pour un premier entraîneur professionnel pour son académie homologuée Swiss Olympic fraîchement créée en 2010, en reprenant le modèle du club masculin de Fribourg Olympic, sous le nom d'Elfic Génération,.
Entre 2011 et 2023, les Elfes se sont qualifiées pour douze finales consécutives en championnat, pour six titres et autant de médailles d'argent. Elles ont également remporté, sur cette même période, quatre Swiss Cup, sept SBL Cup et sept Super Cup.
En 2018, les Elfes remportent le championnat, la Coupe Suisse et la Coupe de la Ligue, pour un triplé historique. Il s'agit même d'un quadruplé en y incluant la Super Cup, qui se joue sur un match en début de saison entre le champion de LNA et le vainqueur de la Coupe de Suisse. Cet exploit de remporter les quatre trophées du basket suisse est réitéré en 2021, 2022 et 2023,.

## Palmarès
- Championnat de LNA[13] :
  - Championnes (8) : 2006, 2011, 2018, 2019, 2021, 2022, 2023, 2024
  - Finalistes (7) : 2012, 2013, 2014, 2015, 2016, 2017, 2025
- Swiss Cup[14] :
  - Championnes (5) : 2018, 2021, 2022, 2023, 2024
  - Finalistes (7) : 2010, 2011, 2015, 2016, 2017, 2019, 2025
- SBL Cup[15] :
  - Championnes (9) : 2016, 2017, 2018, 2019, 2021, 2022, 2023, 2024, 2025
  - Finalistes (4) : 2006, 2012, 2015, 2020
- Super Cup[16] :
  - Championnes (7) : 2015, 2018, 2019, 2020, 2021, 2022, 2023
  - Finalistes (2) : 2017, 2024

| Saison | Championnat | Swiss Cup | SBL Cup   | Super Cup |
| ------ | ----------- | --------- | --------- | --------- |
| 2006   | Vainqueur   |           |           |           |
| 2007   |             |           |           |           |
| 2008   |             |           |           |           |
| 2009   |             |           |           |           |
| 2010   |             | Finaliste |           |           |
| 2011   | Vainqueur   | Finaliste |           |           |
| 2012   | Finaliste   |           |           |           |
| 2013   | Finaliste   |           |           |           |
| 2014   | Finaliste   |           |           |           |
| 2015   | Finaliste   | Finaliste | Finaliste | Vainqueur |
| 2016   | Finaliste   | Finaliste | Vainqueur |           |
| 2017   | Finaliste   | Finaliste | Vainqueur | Finaliste |
| 2018   | Vainqueur   | Vainqueur | Vainqueur | Vainqueur |
| 2019   | Vainqueur   | Finaliste | Vainqueur | Vainqueur |
| 2020   | Covid-19    |           | Finaliste | Vainqueur |
| 2021   | Vainqueur   | Vainqueur | Vainqueur | Vainqueur |
| 2022   | Vainqueur   | Vainqueur | Vainqueur | Vainqueur |
| 2023   | Vainqueur   | Vainqueur | Vainqueur | Vainqueur |
| 2024   | Vainqueur   | Vainqueur | Vainqueur | Finaliste |
| 2025   | Finaliste   | Finaliste | Vainqueur | à venir   |

## Entraîneurs successifs
- 2003-2006 :  François Wohlhauser
- 2005-2006 :  Billy Karageorgakis
- 2006 :  Eric Fréchette
- 2006-2007 :  François Wohlhauser
- 2007-2008 :  Dimitri Toumayeff
- 2008-2009 :  Patrick Macazaga
- 2009-2010 :  Darko Ristic
- 2010-2017 :  Romain Gaspoz
- 2017-2018 :  Laurent Plassard
- 2018-2020 :  Jan Callewaert
- depuis 2020 :  Romain Gaspoz

## Effectif actuel
| Numéro | Nom                     | Poste | Taille | Née en | Nationalité | Commentaires                |
| ------ | ----------------------- | ----- | ------ | ------ | ----------- | --------------------------- |
| 3      | Césaria Ambrosio Ucalam | 2-3-4 | 183    | 1995   |             | depuis 2022, licence suisse |
| 5      | Justine Sollberger      | 1     | 178    | 2001   |             | formée au club              |
| 10     | Eléa Jacquot            | 2-3   | 182    | 2001   |             | formée au club              |
| 14     | Mahé Losey              | 4     | 178    | 2002   |             | formée au club              |
| 17     | Flora Stoianov          | 4-5   | 190    | 2002   |             | formée au club              |
| 22     | Naomie Takyi            | 1-2   | 168    | 2003   |             | depuis 2022, licence suisse |
| -      | Ainoha Holzer           | 1-2   | 173    | 2002   |             | depuis 2023                 |
| -      | Viktoria Ranisaljevic   | 1-2   | 175    | 2005   |             | depuis 2023                 |
| -      | Abigail Fogg            | 4-5   | 196    | 1994   |             | depuis 2023                 |
| -      | Miriam Uru-Nilie        | 4-5   | 188    | 1994   |             | depuis 2023, pour l'EuroCup |
| -      | Marjorie Carpréaux      | 1     | 165    | 1987   |             | depuis 2023, pour l'EuroCup |
| -      | Jayla Everett           | 1-2   | 178    | 1999   |             | depuis 2023, pour l'EuroCup |

- Entraîneur : Romain Gaspoz
- Entraîneur-assistant : Thibault Alleman
- Entraîneur-assistant : Nicolas Perot